# Природни резерват Черније Земли
Природни резерват Черније Земли (рус. заповедник Чёрные земли) (такође) је руски „заповедник“ (строги резерват природе). Име на руском значи "црне земље". Главни део резервата налази се у Каспијској депресији, северозападно од Каспијског мора. Првобитно је створен 1990. године да заштити антилопу сајга ( Саига татарица ). У међувремену, економија Калмикије је пропала, а бројност саига је опала због криволова за месо и рогове (кинеска медицина) и дезертификације изазване прекомерном испашом домаћих животиња. Резерват такође има колоније чапљи, корморана и ретких пеликана. Резерват се налази у Черноземељском округу Републике Калмикије. Настао је 1990. године, а обухвата 1.219 km² на две локације, са 900 km² тампон зона.
Од 1993. до 2021. године, резерват природе Черни земља проглашен је једним од УНЕСКО резервата биосфере.

## Екорегион и клима
Черније Земли се налази у средини екорегије каспијске низије, региона који покрива северну и југоисточну обалу Каспијског мора, укључујући делте реке Волге и реке Урал у северном региону. Иако су падавине релативно ниске (мање од 200 мм/год.), дивљи живот подржавају речни системи и само море.
Клима Черније Земли је степска клима (Кепен климатска класификација БСк). Ову климу карактеришу велике варијације температуре, и дневне и сезонске; са малим падавинама.